# مكتب الابتكار الأمريكي

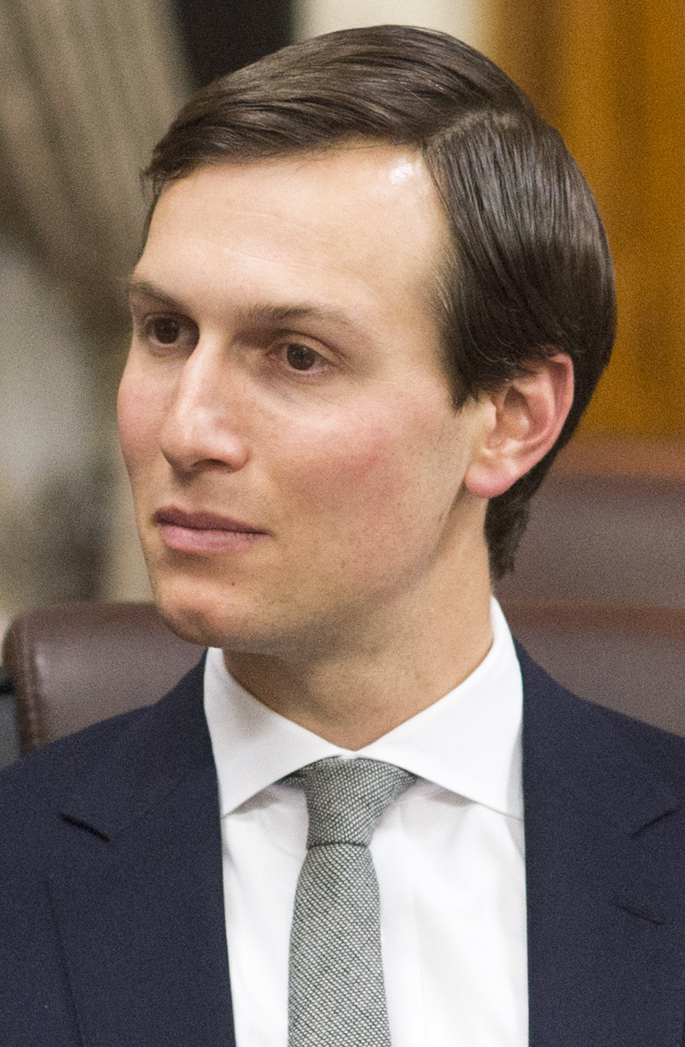
المدير الحالي جاريد كوشنر

مكتب الابتكار الأمريكي Office of American Innovation OAI هو مكتب سابق داخل مكتب البيت الأبيض أنشأته إدارة ترامب في 27 مارس 2017. يراسه صهر الرئيس الأمريكي جاريد كوشنر. الهدف من المكتب هو «تقديم توصيات إلى الرئيس بشأن السياسات والخطط التي تعمل على تحسين العمليات والخدمات الحكومية، وتحسين نوعية الحياة للأمريكيين الآن وفي المستقبل، وتحفيز خلق فرص العمل».

## الإدارة
يدير المكتب جاريد كوشنر صهر الرئيس الأمريكي،  وكبير مستشاريه. الأعضاء الآخرون وفقًا لمذكرة التأسيس،  هم مساعد الرئيس ورئيس الطاقم ( جون إف كيلي عند التأسيس ثم ميك مولفاني ومارك ميدوز )، وكبير مستشاري الرئيس للسياسة ( ستيفن ميلر ) ، ومساعد الرئيس للسياسة الاقتصادية لاري كودلو، ومساعد الرئيس للسياسة الداخلية اتندريو بريمبيرغ، ومساعد الرئيس للمبادرات الاستراتيجية ( Chris Liddell )، ومساعد الرئيس للشؤون الحكومية الدولية ومبادرات التكنولوجيا ( بروك رولينز ) ،  كبير مستشاري الرئيس للمبادرات الاقتصادية (كانت دينا باول - منصب شاغر مارس 2018) ، ومساعد الرئيس للاتصالات الاستراتيجية، ومساعد الرئيس ورئيس الأركان في نائب الرئيس ( نيك أيرز ) ومساعد الرئيس وسكرتير الموظفين ( ديريك ليونز )
في يوليو 2017 تألف الفريق التشغيلي للمكتب من كوشنر وليديل وريد كورديش (سلف بروك رولينز) ومات ليرا. كانت الاتصالات يديرها جوش رافيل، المدير التنفيذي السابق للعلاقات العامة في هوليوود ،  حتى فبراير 2018، عندما أعلن رافيل استقالته من المنصب.
في فبراير 2018 ، قدمت مؤسسة Democracy Forward و Food &amp; Water Watch شكوى ضد مكتب الابتكار الأمريكي لإجبارها على الامتثال لقانون حرية المعلومات . بين أبريل 2019 ونوفمبر 2020 ، شغل Ja'Ron Smith منصب نائب مدير المكتب.